# Plutonek

Porównanie rozmiarów, kolorów i albedo największych plutonków

Diagram przedstawiający rozmiary plutonków, rozpiętość między aphelium i peryhelium oraz nachylenie do ekliptyki

Plutonek, plutino – określenie używane do obiektów transneptunowych z Pasa Kuipera znajdujących się w rezonansie orbitalnym 2:3 z Neptunem; na dwa obiegi plutonka wokół Słońca przypadają trzy obiegi Neptuna.
Nazwa pochodzi od Plutona, który w sierpniu 2006 r. przestał być oficjalnie uważany za planetę z racji odkrywania coraz większej liczby podobnych do niego rozmiarami ciał niebieskich, krążących w podobnej do niego odległości od Słońca.
W grupie tej można wyróżnić w szczególności następujące obiekty: 
- (90482) Orkus,
- (28978) Iksjon,
- (38628) Huya.